# Freigraben (Wiese)
Der Freigraben ist ein fast zwei Kilometer langer Bach des Südschwarzwaldes, der in Zell im Wiesental am Rand des Weilers Freiatzenbach im baden-württembergischen Landkreis Lörrach, von links und Südosten in die Wiese mündet.

## Geographie

### Verlauf
Der Freigraben entspringt im Walddistrikt Hohe Möhr auf etwa 790 m ü. NHN und verläuft in Nordnordostrichtung durch den Hohlen Grund hinab ins Wiesental. Er ist weitgehend naturbelassen. Oberhalb Freiatzenbach speist er die Weiher- und Aufzuchtanlage des Angelvereins Zell. Auf Höhe der Wohnbebauung in Freiatzenbach ist er teilweise eingedolt. Kurz vor der Mündung in die Wiese auf 432 m ü. NHN quert er den Tunnel Freiatzenbach in offenem Lauf.

### Einzugsgebiet
Das naturräumlich zum Südschwarzwald gehörende Einzugsgebiet ist etwa 1,9 km² groß und liegt komplett im Stadtgebiet von Zell im Wiesental. Der höchste Punkt des Einzugsgebiets über der tief eingekerbten Tallandschaft, ist die Hohe Möhr mit 988,8 m ü. NHN
Die Einzugsgebiete der folgenden Nachbargewässer grenzen an:
- Im Nordosten und Osten fließt der Schuhlochbach und sein Nebenlauf Geißgraben, der in Atzenbach ebenfalls in die Wiese mündet;
- der Abfluss jenseits der südsüdöstlichen Wasserscheide gelangt über den Tschammbach über die Hasel in die Wehra, einen Zufluss des Rheins oberhalb der Wiese;
- im Süden und Südwesten konkurriert der Nesselgraben, der unmittelbar nach dem Freigraben in die Wiese mündet.

### Zuflüsse
Liste der Zuflüsse von der Quelle zur Mündung (abgefragt oder abgemessen auf der amtlichen Gewässerkarte):
- (Namenloser Hangwaldzufluss), von rechts und Südosten, Länge ca. 140 m, mündet auf etwa 740 m ü. NHN, entspringt auf etwa 800 m ü. NHN rund 120 m östlich der Freigrabenquelle;
- (Namenloser Hangwaldzufluss), von rechts und Osten, Länge ca. 330 m, mündet auf etwa 700 m ü. NHN, entspringt auf etwa 808 m ü. NHN rund 180 m östlich der Freigrabenquelle;
- (Namenloser Hangwaldzufluss), von rechts und Südosten, Länge ca. 370 m, mündet auf etwa 505 m ü. NHN, entspringt auf etwa 612 m ü. NHN.

### Flusssystem Wiese
- Fließgewässer im Flusssystem Wiese